# Erzeni Shijak
KF Erzeni Shijak – albański klub piłkarski, mający siedzibę w mieście Shijak, na zachodzie kraju. Obecnie występuje w Kategoria e Dytë. 

## Historia
Chronologia nazw:
- 1931: KS Erzeni Shijak
- 1947: KS 8 Nëntori Shijak
- 1950: NBSh Shijak (Ndërmarrja Bujqësore e Shtetit - pol. Państwowe Przedsiębiorstwo Rolnicze)
- 1951: KS Puna Shijak
- 1958: KS Erzeni Shijak

Klub sportowy Erzeni Shijak został założony w miejscowości Shijak w 1931 roku. Na początku istnienia zespół grał w niższych ligach aż do przerwy w mistrzostwach spowodowanej wybuchem II wojny światowej. Po wznowieniu rozgrywek w 1945 roku razem z Spartaku Kucove zakwalifikował się do Kategoria e Parë. W debiutowym sezonie 1946 zajął 3.miejsce w grupie B, ale z powodu reformy mistrzostw został zdegradowany. W swojej historii klub wielokrotnie zmieniał nazwy. W 1947 został przemianowany na 8 Nëntori Shijak, w 1950 na NBSh Shijak, a w 1951 na Puna Shijak (Puna oznacza Praca). W latach 1948–1949 występował w Kategoria e Parë. W 1951 zespół zwyciężył najpierw w grupie 3 Kategoria e Dytë, potem wywalczył drugie miejsce w grupie A w rundzie półfinałowej, aby w turnieju finałowym uplasować się na drugiej pozycji wśród 4 drużyn i uzyskać awans do pierwszej ligi. W 1952 po raz czwarty zagrał w Kategoria e Parë, ale po zajęciu 6.miejsca w grupie C, odpadł z dalszych rozgrywek i został zdegradowany do drugiej ligi. W 1958 powrócono do obecnej nazwy Erzeni Shijak, a w 1959 był drugim w ligowej tabeli drugiej ligi, jednak przegrał w barażach z Tomori Berat. W 1962/63 ponownie uplasował się na drugiej pozycji, dopiero w sezonie 1964/65 wygrał drugą ligę i po raz piąty awansował do pierwszej ligi. W sezonie 1965/66 zajął ostatnie 12.miejsce i spadł z powrotem do drugiej ligi. Potem przez dłuższy czas klub grał pośrednio, spadając i wracając do drugiej ligi. Dopiero w sezonie 2000/01 zdobył wicemistrzostwo Kategoria e Parë i po raz szósty awansował do Kategoria Superiore. W sezonie 2001/02 zajął 12.miejsce i tym razem utrzymał się w najwyższej klasie rozrywek. W następnym sezonie utrzymał 12.lokatę, jednak liga została skrócona, dlatego klub spadł do Kategoria e Parë. W latach 2008–2015 grał w trzeciej lidze, zwanej Kategoria e Dytë.

## Barwy klubowe, strój
| Niebieski | Biały |

Klub ma barwy niebiesko-białe. Zawodnicy domowe spotkania zazwyczaj grają w niebieskich koszulkach, niebieskich spodenkach oraz niebieskich getrach.

## Sukcesy

### Trofea międzynarodowe
Nie uczestniczył w rozgrywkach europejskich (stan na 31-05-2019).

### Trofea krajowe
| \| \| Zdobyte trofea w rozgrywkach Albanii (stan na: 31-05-2019) \| |                                                            |      |                                    |
| Rozgrywki                                                           | Osiągnięcie                                                | Razy | Sezon(y)                           |
| Mistrzostwo                                                         | I miejsce                                                  | 0    |                                    |
| Mistrzostwo                                                         | II miejsce                                                 | 0    |                                    |
| Mistrzostwo                                                         | III miejsce                                                | 0    |                                    |
| Mistrzostwo                                                         | 3.miejsce                                                  | 1    | 1946 (gr. B)                       |
| Puchar                                                              | zdobywca                                                   | 0    |                                    |
| Puchar                                                              | finalista                                                  | 0    |                                    |
| Puchar                                                              | półfinalista                                               | 1    | 1948                               |
| II liga                                                             | I miejsce                                                  | 1    | 1964/65                            |
| II liga                                                             | II miejsce                                                 | 5    | 1950, 1951, 1959, 1962/63, 2000/01 |
| II liga                                                             | III miejsce                                                | ?    |                                    |
| Albania                                                             | Zdobyte trofea w rozgrywkach Albanii (stan na: 31-05-2019) |      |                                    |

- Kategoria e Tretë (D3):
  - mistrz (2x): 1962, 1980/81

## Poszczególne sezony

### Rozgrywki międzynarodowe

#### Europejskie puchary
Nie uczestniczył w rozgrywkach europejskich.

### Rozgrywki krajowe
| \| Albania \| Bilans występów klubu w rozgrywkach piłkarskich Albanii (Stan na 3 maja 2025 r.) \| \| |                                                                                  |        |       |   |   |   |    |    |     |                                                                                      |        |        |      |
| Poziom                                                                                               | Rozgrywki                                                                        | Sezony | Mecze | Z | R | P | B+ | B– | Pkt | Lata                                                                                 | Awanse | Spadki | Naj. |
| I | Kategoria e Parë/Kategoria Superiore                                             | 9      |       |   |   |   |    |    |     | 1946, 1948–1949, 1952, 1965/66, 2001–2003, 2022–2024                                 | 0      | 5      | 3    |
| II                                                                                                   | Kategoria e Dytë/Kategoria e Parë                                                | ?      |       |   |   |   |    |    |     | 1932, 1950–1951, 1953–196?, ..., 1981–1993, 1995–2001, 2003–2008, 2015–2022, 2024/25 | 4      | 3      | 1    |
| III                                                                                                  | Kategoria e Tretë/Kategoria e Dytë                                               | ?      |       |   |   |   |    |    |     | ...–1981, 1993–1995, 2008–2015, od 2025                                              | 3      | 0      | 1    |
| | Puchar Albanii                                                                   | ?      |       |   |   |   |    |    |     | od 1948                                                                              | 0      | 0      | 1/2  |
| Albania                                                                                              | Bilans występów klubu w rozgrywkach piłkarskich Albanii (Stan na 3 maja 2025 r.) |        |       |   |   |   |    |    |     |                                                                                      |        |        |      |

## Struktura klubu

### Stadion
Klub piłkarski rozgrywa swoje mecze domowe na stadionie Tefik Jashari w Shijak, który może pomieścić 4000 widzów.

### Inne sekcje
Klub prowadzi drużyny dla dzieci i młodzieży w każdym wieku.

## Kibice i rywalizacja z innymi klubami

### Rywalizacja
Największymi rywalami klubu są inne zespoły z okolic.

### Derby
- Teuta Durrës
- KS Kastrioti
- KF Adriatiku Mamurrasi